# ピーター・ドノホー
ピーター・ドノホー（Peter Donohoe, 1953年6月18日 - ）はイギリスのピアニスト。
マンチェスターに生まれ、王立ノーザン音楽大学にてデレク・ワインダムに師事した後、パリでイヴォンヌ・ロリオに師事。一時期バーミンガム市交響楽団に打楽器奏者として在籍するも、1982年チャイコフスキー国際コンクールに1位なしの2位をウラディーミル・オフチニコフと分け合ったことによって、俄然ピアニストとして注目を集めた。
1992年にシンシナティのホテルの窓で左手の指を傷めるが、手術を受けて間もなく演奏可能にまで快復することができた。
バーミンガム市交響楽団との縁から、サイモン・ラトルのお気に入りのピアニストの一人として数々の演奏会や録音で共演を重ね、2002年にラトルがベルリン・フィルハーモニー管弦楽団首席指揮者に就任してから最初の演奏会でも共演を果たした。
驚異的なレパートリーの広さを誇っており、協奏曲だけでも160曲を数えるという。チャイコフスキーやラフマニノフのピアノ協奏曲やメシアンのピアノ曲といったロマン派や近現代の主要な作品ばかりでなく、リトルフやブゾーニらによる19世紀ヨーロッパの比較的無名な協奏作品や、さらにブリスやマルダウニーら20世紀のイギリス人作曲家のピアノ協奏曲もレパートリーに含まれる。また、ティペットのピアノソナタも得意としており、そのうえ室内楽奏者としても活動を行なっている。